# Bau jezik
Bau jezik (ISO 639-3: bbd), transnovogvinejski jezik podskupine gum, šire skupine croisilles, kojim govori 3 060 ljudi (2000) u provinciji Madang u Papui Novoj Gvineji.
Nije isto što i bao s Nove Britanije, koji pripada u oceanijske jezike, a srodan je ostalim gum jezicima. Pismo: latinica.

## Vanjske poveznice
- Ethnologue (14th)
- Ethnologue (15th)